# Simon Grynaeus

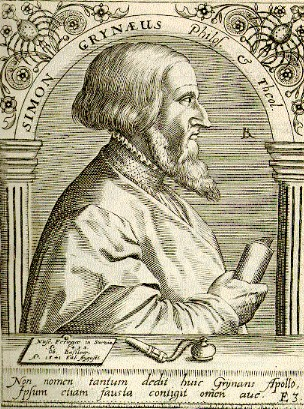
Simon Grynaeus

Simon Grynaeus (* 1493 in Veringendorf als Simon Griner; † 1. August 1541 in Basel) war ein reformierter Theologe, Reformator und Humanist.

## Ausbildung und frühe Jahre
Simon Griner wurde 1493 als Sohn des Landwirts Thomas Grüner in Schwaben geboren und besuchte die Lateinschule in Pforzheim mit den Lehrern Nikolaus Gerbel und Georg Simler. Hier begann eine lebenslange Freundschaft mit Philipp Melanchthon. Ein weiterer Mitschüler war der spätere Berner Reformator Berchtold Haller. Am 13. Oktober 1511 immatrikulierte sich Grynaeus an der Universität Wien und machte dort seinen Magister artium. Auch wurde er mit dem Humanisten Joachim Vadian bekannt. Anschließend war er Leiter einer Lateinschule in Buda, wo es eine große Zahl deutscher Siedler gab. Vom konservativen Klerus vertrieben, begab sich Grynaeus nach Wittenberg, wo er im April 1523 immatrikuliert wurde. In Wittenberg bekehrte er sich zum Protestantismus.

## Karriere als Hochschullehrer und Reformator

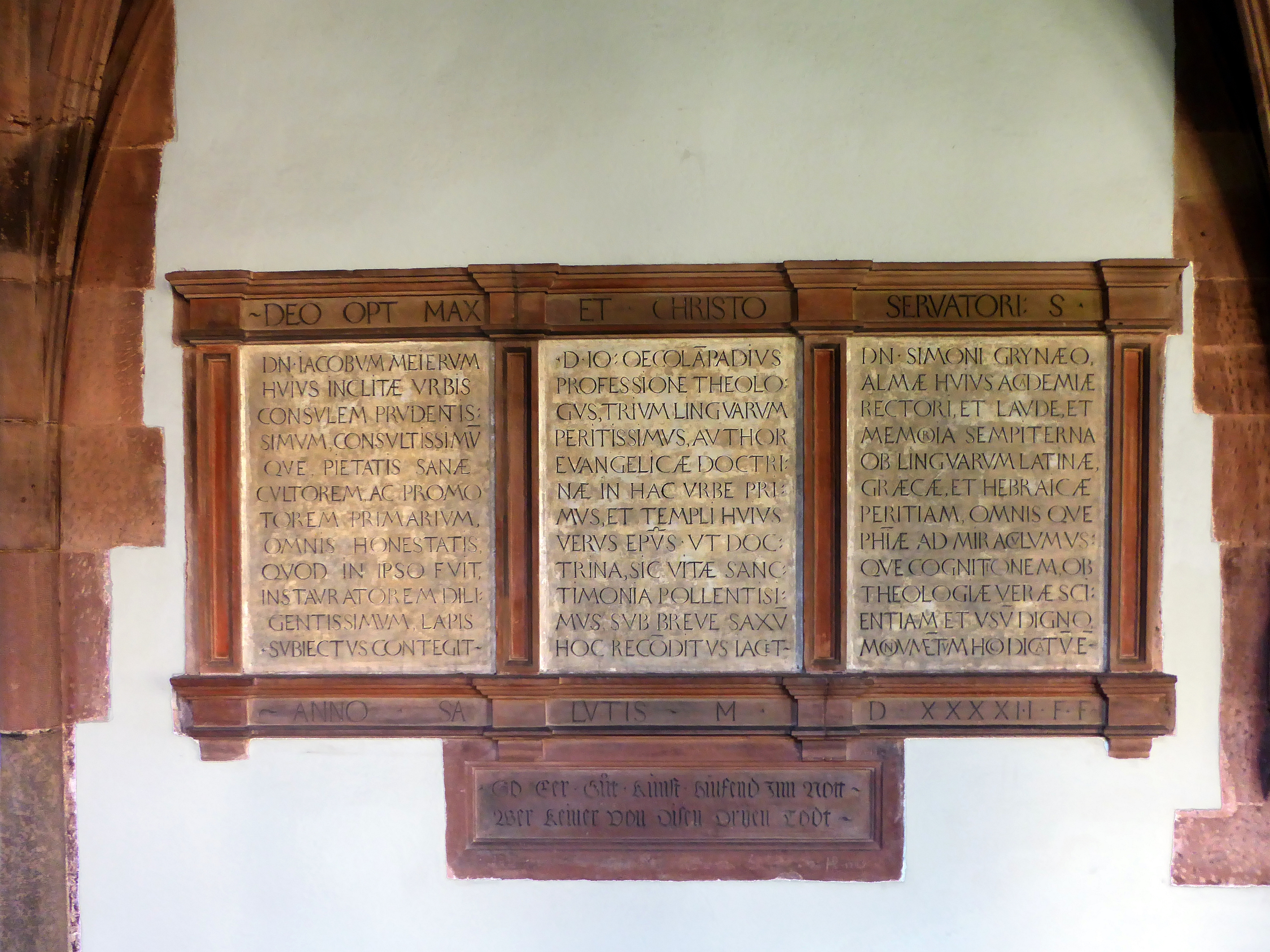
Epitaph im Kreuzgang des Basler Münster für Jakob Meyer zum Hasen, Johannes Oekolampad und Simon Grynaeus

1524 wurde Grynaeus als Griechischprofessor an die Universität Heidelberg berufen, wo seine reformatorische Einstellung zwar nicht geteilt, seine Kenntnisse aber dringend benötigt wurden. Als Hermann von dem Busche seine Lateinprofessur verließ, bat man Grynaeus, auch diese zu übernehmen. In Heidelberg entfernte sich Grynaeus von Martin Luthers Auffassung der Eucharistie und näherte sich der Position Ulrich Zwinglis an – unter anderem beeinflusst durch ein Treffen mit Andreas Bodenstein 1524. In Heidelberg befasste er sich auch mit Studien zu Mathematik, Astronomie und Musik.
1525 disputierte er mit Johannes Brenz über seine neuen Positionen. Während des Reichstages 1529 besuchte er Speyer und erneuerte seine Freundschaft zu Melanchthon. Gleichzeitig geriet er mit Johann Fabri aneinander. 1529 wurde er vom Basler Stadtrat, der von Johannes Oekolampad und dem Bürgermeister Jakob Meyer zum Hirzen zu Grynaeus’ Gunsten beeinflusst wurde, als Griechischprofessor an die Universität geholt (später lehrte er auch Theologie). Seit Mitte der zwanziger Jahre hatte er sich nicht nur als Dozent, sondern auch in Humanistenkreisen durch erfolgreiche Suche nach alten Handschriften einen Ruf erworben. Er arbeitete mit den Verlegern Johann Froben und Johannes Bebel zusammen, wurde in seiner Herausgebertätigkeit von dem Humanisten Erasmus von Rotterdam unterstützt und reiste 1531 auf der Suche nach Handschriften nach England, wo er auch Thomas More und andere Humanisten traf.

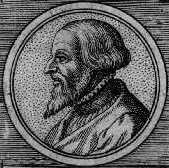
Simon Grynaeus

Kurz vor dem 25. Juli 1531, nach dem „Religionsgespräch“ mit dem Täufer Hans Pfyster Meyer am 13. Juli 1531 in Bern traf Grynaeus wieder in Basel ein und begann mit seinen Studenten die logischen und wissenschaftlichen Schriften des Aristoteles zu behandeln. Noch kurz vor seinem Tod hielt er eine Vorlesung über das Organon des Aristoteles. 1534 verließ Grynaeus Basel mit Genehmigung des Stadtrates, der von Herzog Ulrich von Württemberg und Ambrosius Blarer darum gebeten worden war, damit er sich um die Reform der Universität Tübingen kümmern könne. Am 13. Juli 1535 kehrte er nach Basel zurück.
Die Einladung von Grynaeus und auch Blarer nach Württemberg zeigt das Bemühen Herzog Ulrichs, Zwinglianer und Lutheraner gleichermaßen im Lande zu halten. Schnell wurde Grynaeus in Tübingen mit einer Kontroverse über das Abendmahl konfrontiert, die er nach dem Vorbild des Straßburger Reformators Martin Bucer im Stil der Irenik und im Dialog zwischen Lutheranern, Zwinglianern und Straßburgern beizulegen suchte. Nach einem Kolloquium in Tübingen am 28. Mai 1535 gelang ein Kompromiss auf der Grundlage von Luthers Eingabe in Marburg, die Zwingli ja abgelehnt hatte. Aber die lutherische Partei war größer, sodass allmählich ganz Württemberg lutherisch wurde. Ähnlich wie in Württemberg war Grynaeus auch in der Schweiz um die Einung der protestantischen Kirchen bemüht. Er erarbeitete (vermutlich mit Myconius) unter Verwendung von Vorarbeiten von Oekolampad die Erste Basler Konfession von 1534, die bis 1871 in Basel in Kraft war. Auch an der Zweiten Basler Konfession von 1536 bzw. an der Confessio Helvetica Prior war er Mitautor.
Nach seiner Rückkehr aus Tübingen profilierte er sich immer mehr als geistiger Leiter der Basler Kirche (Oekolampad war 1531 gestorben), da Myconius ihn immer öfter zu Rate zog. 1536/37 war er Dekan der Philosophischen Fakultät. Während des Berner Synodus von 1537 verteidigte Grynaeus die Straßburger Position gegen die Angriffe der Lutheraner und erneuerte seine persönliche Beziehung zu Johannes Calvin, dem er half, seine Rückkehr nach Genf 1541 vorzubereiten. Calvin widmet daraufhin seinen Römerbrief von 1539 Grynaeus. Auch die Beziehungen zwischen Altgläubigen und Protestanten lagen ihm am Herzen. So vertrat er etwa Basel auf dem Wormser Religionsgespräch (1541), wo seine Geschicklichkeit seinen Ruf weiter förderte.
In Basel unterstützte Grynaeus Oswald Myconius in seinen Auseinandersetzungen mit dem Stadtrat und der Universität, die verlangten, der Klerus müsse akademische Grade vorweisen. Grynaeus propagierte die Freiheit der Pastoren von der Obrigkeit, womit er erstmals mit seiner Meinung gegen seinen Freund Bonifacius Amerbach stand. Schließlich siegte die Position von Rat und Universität – aber der Konflikt kochte immer wieder hoch. Vielleicht war die Wahl Grynaeus’ zum Rektor der Basler Universität am 1. Mai 1541 Zeichen der Versöhnung von Seiten des Rats und der Universität. Drei Monate nach seiner Wahl zum Rektor starb er allerdings an der Pest, die schon 1539 seine Familie betroffen hatte (seine Frau erholte sich damals noch einmal von der Krankheit, zwei Mitglieder seines Haushalts starben).
Grynaeus war zweimal verheiratet. Seine erste Frau, die aus Speyer kam, heiratete er in Heidelberg. Nach deren Tod heiratete er in zweiter Ehe in Basel 1538 die reiche Witwe Katherine Lompart. Sie hatten einen Sohn Samuel Grynaeus (1539–1599), der ebenfalls Professor in Basel wurde.

## Verhältnis zu Erasmus und Tätigkeit in England
Seit seinem Englandaufenthalt hatte das Verhältnis Grynaeus’ zu Erasmus stark gelitten. Grynaeus verlangte in Anbetracht der Gesundheit und des Alters des Erzbischofs von Canterbury William Warham eine Einmalzahlung einer Summe statt der jährlichen Zahlungen an Erasmus und als er die Erfolge, die er in Übereinkunft mit Erasmus erzielt hatte, aus Sicht von Erasmus sich selbst zu eigen machte, verärgerte das Erasmus. Grynaeus schien sich in insbesondere in theologischen Fragen in England nicht sonderlich taktvoll verhalten zu haben, denn nach der öffentlichen Kritik von Erasmus kritisierte auch sein englischer Gastgeber Thomas More sein Verhalten. Grynaeus’ Unfähigkeit, komplexen Sachverhalten mit Taktgefühl und Umsicht zu begegnen, wird an anderer Stelle auch von seinem Freund Martin Bucer erwähnt.
Während seines Empfangs bei Heinrich VIII. wurde Simon Grynaeus darum gebeten, zur Angelegenheit der Scheidung Heinrichs von Katharina von Aragon, einer auch politisch brisanten Angelegenheit, protestantische Positionen einzuholen. Im August 1531 schickte Grynaeus eine erste Sendung von Briefen nach London, die die Positionen von Oekolampad, Paul Phrygio, Wolfgang Capito, Zwingli und Bucer enthielt, die alle mehr oder weniger moderat des Königs Anliegen unterstützten. Im Oktober sandte er die Positionen von Melanchthon und Luther hinterher, die nicht gar so positiv ausfielen.
Warum genau Erasmus sich gegen Grynaeus auf einmal so feindselig verhielt, ist ungeklärt, mit der Scheidungsaffäre von Heinrich VIII. scheint es jedoch nichts zu tun gehabt zu haben. Es mag dennoch sein, dass Grynaeus anwesend war, als Erasmus in Frobens Haus in Basel 1536 starb. Darauf weisen Briefe der Straßburger Reformatoren Martin Bucer und Wolfgang Capito an Luther hin.

## Herausgeberschaft und Handschriftensuche
1526 vertraute er einige von ihm aufgespürte Materialien Sebastian Münster an, der sie nutzte, um die Frobensche Herausgabe der „Hebräischen Grammatik“ des Elias Levitas zu unterstützen.
Vor allem im Umfeld der Druckerei Froben erregte Simon Grynaeus Aufsehen, als er fünf der verloren geglaubten Bücher des Titus Livius (Ab urbe condita) in der Bibliothek der Abtei Lorsch wiederentdeckte und Froben im September 1526 zukommen ließ, der sie in seine Liviusausgabe von 1531 aufnahm. Grynaeus begann seine Tätigkeit in Basel mit einer Vorlesung über Aristoteles’ Rhetorik, gleichzeitig versucht er sich an einer Erklärung des Neuen Testaments.
Erasmus von Rotterdam unterstützte ihn nach Kräften, obwohl sie in theologischen Fragen differierten. Grynaeus übersetzte für Erasmus einige Chrysostomos-Homilien über den 1. Korintherbrief und half der Frobendruckerei bei der Edition, so dass die Ausgabe 1530 in Druck gehen konnte. Erasmus verfasste für Grynaeus’ griechische Aristotelesausgabe (gedruckt im Mai 1531 von Johannes Bebel) ein Vorwort.
1531 unternahm Grynaeus mit dem Verleger Bebel eine Reise nach England, um alte Handschriften aufzuspüren und für den Druck vorzubereiten. Durch die Vorworte und Widmungen an Charles Blount im Livius und John More im Aristoteles von Bebel, aber auch Empfehlungsschreiben des Erasmus waren die beiden auf die Reise gut vorbereitet. Sie besuchten Freunde des Erasmus in Köln, Antwerpen, Gent, Calais und London. Am 6. Juni 1531 traf Grynaeus in London auf Heinrich VIII.; außerdem knüpfte er Kontakte zu Reginald Pole, Thomas Cranmer, Thomas More und John Claymond, dem Leiter des Corpus Christi College in Oxford. Dieser erlaubte Grynaeus, eine Anzahl von Handschriften mit nach Basel zu nehmen, um sie dort herauszugeben, vor allem von Proklus. So verlegte er 1531 bei Bebel Schriften von Proklos und widmete sie John Clement.
Für seine griechischen Ausgaben der Elemente von Euklid (der Editio Princeps des griechischen Textes) benutzte er zwei Manuskripte. Eines aus Venedig, das ihm der dortige französische Gesandte Lazare de Baïf zur Verfügung gestellt hatte (der heutige Codex Marcianus 301), und ein Kodex aus Paris aus dem 16. Jahrhundert, den ihm der Arzt und Humanist Jean Ruel zur Verfügung stellte (Codex Paris gr. 2343). Den Kommentar zu den Elementen von Proklos hatte er von Claymond aus Oxford. Grynaeus ließ das Werk 1533 bei Jakob Herwegens drucken; er widmete es Cuthbert Tunstall (1474–1559), einem Mathematiker und Juristen, der später Bischof von London und Durham werden sollte. 1534 folgte eine lateinische Übersetzung von Bebels Plutarchedition, mit Widmung an Cranmer.
Grynaeus hat darüber nachgedacht, Frobens lateinischen Platon (1532), für den er Ficinos Übersetzung überarbeitet hatte, Thomas More zu widmen. 1534 schließlich widmete er Johannes Walders griechischen Platon John More, dem Sohn von Thomas More, obwohl Thomas More da schon nicht mehr Kanzler war. Diese und andere von Grynaeus initiierte und vorbereitete Editionen, wie Johannes Huttichs bei Herwagen gedruckte Quellensammlung zu Entdeckung der Neuen Welt „Novus orbis regionum et insularum“ (1532), belegen, dass Grynaeus „posterasmianische“ Veröffentlichungstendenzen in Basel hin zu mehr wissenschaftlichen und wissenschaftliche Methoden betonenden Veröffentlichungen stark geprägt hat, ähnlich wie Melanchthon in Wittenberg.